# Calendrier de la saison de cyclo-cross masculine 2016-2017
Navigation
2015-2016 2017-2018
Le calendrier de la saison de cyclo-cross masculine 2016-2017 regroupe des courses de cyclo-cross débutant le 10 août 2016 et finissant le 19 février 2017. Les épreuves individuelles sont classées en cinq catégories. La plus haute catégorie regroupe les épreuves de la coupe du monde (CDM), qui donne lieu à un classement. Derrière elles, on retrouve les courses de catégorie C1 et C2, qui attribuent des points pour le classement mondial, ensuite les courses réservées aux moins de 23 ans, appelés également espoirs (catégorie CU) et enfin les courses pour les juniors (catégorie CJ). On retrouve également les championnats nationaux (CN) qui sont organisés dans une trentaine de pays.

## Classements UCI
| #  | Coureur                | Pays       | Pts  |
| -- | ---------------------- | ---------- | ---- |
| 1  | Wout van Aert          | Belgique   | 2555 |
| 2  | Mathieu van der Poel   | Pays-Bas   | 1918 |
| 3  | Kevin Pauwels          | Belgique   | 1733 |
| 4  | Laurens Sweeck         | Belgique   | 1413 |
| 5  | Corné van Kessel       | Pays-Bas   | 1331 |
| 6  | Tom Meeusen            | Belgique   | 1230 |
| 7  | Michael Vanthourenhout | Belgique   | 1212 |
| 8  | Marcel Meisen          | Allemagne  | 1087 |
| 9  | Toon Aerts             | Belgique   | 1071 |
| 10 | Stephen Hyde           | États-Unis | 1043 |

| #  | Nation     | Pts  |
| -- | ---------- | ---- |
| 1  | Belgique   | 5701 |
| 2  | Pays-Bas   | 4272 |
| 3  | Allemagne  | 2360 |
| 4  | États-Unis | 2126 |
| 5  | France     | 1963 |
| 6  | Tchéquie   | 1770 |
| 7  | Suisse     | 1765 |
| 8  | Espagne    | 1425 |
| 9  | Italie     | 1062 |
| 10 | Canada     | 748  |

| #  | Nation      | Pts  |
| -- | ----------- | ---- |
| 1  | Pays-Bas    | 3142 |
| 2  | Belgique    | 1797 |
| 3  | États-Unis  | 895  |
| 4  | Italie      | 868  |
| 5  | France      | 786  |
| 6  | Espagne     | 523  |
| 7  | Danemark    | 329  |
| 8  | Suède       | 260  |
| 9  | Tchéquie    | 244  |
| 10 | Royaume-Uni | 191  |

| #  | Coureur              | Pays        | Pts |
| -- | -------------------- | ----------- | --- |
| 1  | Thomas Pidcock       | Royaume-Uni | 255 |
| 2  | Toon Vandebosch      | Belgique    | 165 |
| 3  | Antoine Benoist      | France      | 150 |
| 4  | Jelle Camps          | Belgique    | 126 |
| 5  | Denzel Stephenson    | États-Unis  | 125 |
| 6  | Ben Turner           | Royaume-Uni | 119 |
| 7  | Thymen Arensman      | Pays-Bas    | 106 |
| 8  | Daniel Tulett        | Royaume-Uni | 103 |
| 9  | Yentl Bekaert        | Belgique    | 100 |
| 10 | Jofre Cullell Estape | Espagne     | 89  |

| #  | Nation      | Pts |
| -- | ----------- | --- |
| 1  | Royaume-Uni | 477 |
| 2  | Belgique    | 391 |
| 3  | France      | 301 |
| 4  | États-Unis  | 236 |
| 5  | Espagne     | 207 |
| 6  | Pays-Bas    | 192 |
| 7  | Tchéquie    | 160 |
| 8  | Italie      | 145 |
| 9  | Suisse      | 143 |
| 10 | Canada      | 126 |

## Calendrier

### Août
| Date | Course                                              | Classe | Vainqueur   | Équipe                 |
| ---- | --------------------------------------------------- | ------ | ----------- | ---------------------- |
| 31   | QianSen Trophy Cyclocross #1-Yanqing Station, Pékin | C1     | Rob Peeters | Crelan-Vastgoedservice |

### Septembre
| Date | Course                                                     | Classe | Vainqueur          | Équipe                        |
| ---- | ---------------------------------------------------------- | ------ | ------------------ | ----------------------------- |
| 3    | QianSen Trophy Cyclocross #2-Changxindian Fengtai, Beijing | C1     | Marcel Wildhaber   | Scott-Odlo                    |
| 10   | Ellison Park CX Festival #1, Rochester                     | C1     | Jeremy Powers      | Aspire Racing-Rapha Focus     |
| 11   | Ellison Park CX Festival #2, Rochester                     | C2     | Jeremy Powers      | Aspire Racing-Rapha Focus     |
| 11   | Brico Cross Geraardsbergen, Grammont                       | C2     | Wout van Aert      | Vastgoedservice-Golden Palace |
| 17   | Nittany Lion Cross #1, Breinigsville                       | C2     | Jeremy Durrin      | Neon Velo Cycling Team        |
| 17   | Trek CXC Cup #1, Waterloo                                  | C2     | Steve Chainel      | Cross Team by G4              |
| 18   | Nittany Lion Cross #2, Breinigsville                       | C2     | Jeremy Durrin      | Neon Velo Cycling Team        |
| 18   | Trek CXC Cup #2, Waterloo                                  | C1     | Wout van Aert      | Vastgoedservice-Golden Palace |
| 18   | EKZ CrossTour #1, Baden                                    | C1     | Klaas Vantornout   | Marlux-Napoleon Games         |
| 21   | Coupe du monde de cyclo-cross #1-CrossVegas, Las Vegas     | CDM    | Wout van Aert      | Vastgoedservice-Golden Palace |
| 23   | Jingle Cross #1, Iowa City                                 | C1     | Marcel Meisen      | Steylaerts-Verona             |
| 24   | Coupe du monde de cyclo-cross #2, Iowa City                | CDM    | Wout van Aert      | Vastgoedservice-Golden Palace |
| 25   | Jingle Cross #2, Iowa City                                 | C2     | David van der Poel | Beobank-Corendon              |
| 25   | Gothenburg Cyclecross Raceweekend, Gothenburg              | C2     | Henrik Jansson     | Bliz-Merida Pro Cycling       |
| 25   | Radcross Illnau, Illnau-Effretikon                         | C2     | Jens Adams         | Vastgoedservice-Golden Palace |
| 28   | Toi Toi Cup #1, Tábor                                      | C1     | Michael Boroš      | ERA-Murprotec                 |

### Octobre
| Date | Course                                                       | Classe | Vainqueur              | Équipe                             |
| ---- | ------------------------------------------------------------ | ------ | ---------------------- | ---------------------------------- |
| 1    | SOUDAL Classics-GP Neerpelt, Neerpelt                        | C2     | Laurens Sweeck         | ERA-Murprotec                      |
| 1    | KMC Cyclo-Cross Festival #1, Providence                      | C1     | Stephen Hyde           | Cannondale-Cyclocrossworld.com     |
| 2    | KMC Cyclo-Cross Festival #2, Providence                      | C2     | Curtis White           | Cannondale-Cyclocrossworld.com     |
| 2    | Trofeo SMP Master Cross Internazionale, Buja                 | C2     | Enrico Franzoi         | Wilier Force                       |
| 2    | Superprestige juniors #1, Gieten                             | CJ     | Jelle Camps            | Crelan-Vastgoedservice             |
| 2    | Superprestige espoirs #1, Gieten                             | CU     | Joris Nieuwenhuis      | Rabobank Development               |
| 2    | Superprestige #1, Gieten                                     | C1     | Mathieu van der Poel   | Beobank-Corendon                   |
| 2    | EKZ CrossTour #2, Aigle                                      | C1     | Clément Venturini      | Cofidis                            |
| 8    | Toi Toi Cup #2, Mladá Boleslav                               | C2     | Tomas Paprstka         | Remerx Cycling Team Kolín          |
| 8    | Brico Cross Berencross, Meulebeke                            | C2     | Mathieu van der Poel   | Beobank-Corendon                   |
| 8    | Charm City Cross #1, Baltimore                               | C2     | Stephen Hyde           | Cannondale-Cyclocrossworld.com     |
| 8    | Kronborg Cyclocross #1, Helsingor                            | C2     | Morten Laustsen        | -                                  |
| 9    | Charm City Cross #2, Baltimore                               | C1     | Stephen Hyde           | Cannondale-Cyclocrossworld.com     |
| 9    | Trophée des AP Assurances juniors #1, Ronse                  | CJ     | Yentl Bekaert          | Young Telenet-Fidea                |
| 9    | Trophée des AP Assurances espoirs #1, Ronse                  | CU     | Joris Nieuwenhuis      | Rabobank Development               |
| 9    | Trophée des AP Assurances #1, Ronse                          | C1     | Wout van Aert          | Crelan-Vastgoedservice             |
| 9    | National Trophy Series #1, Derby                             | C2     | Yorben Van Tichelt     | Marlux-Napoleon Games              |
| 9    | Coupe de France de cyclo-cross juniors #1, Gervans           | CJ     | Maxime Bonsergent      | VC Château-Gontier Juniors         |
| 9    | Coupe de France de cyclo-cross espoirs #1, Gervans           | CU     | Clément Russo          | Probikeshop Saint-Étienne Loire    |
| 9    | Coupe de France de cyclo-cross #1, Gervans                   | C1     | Francis Mourey         | Fortuneo-Vital Concept             |
| 9    | Kronborg Cyclocross #2, Helsingor                            | C2     | Kenneth Hansen         | Haderslev/Cannondale               |
| 15   | Brico Cross Polderscross, Kruibeke                           | C2     | Michael Vanthourenhout | Marlux-Napoleon Games              |
| 15   | US Open of Cyclocross #1, Boulder City                       | C2     | Yannick Eckmann        | California Giant Cycling Team      |
| 15   | CRAFT Sportswear Gran Prix of Gloucester #1, Gloucester      | C2     | Curtis White           | Cannondale-Cyclocrossworld.com     |
| 16   | US Open of Cyclocross #2, Boulder City                       | C2     | Yannick Eckmann        | California Giant Cycling Team      |
| 16   | CRAFT Sportswear Gran Prix of Gloucester #2, Gloucester      | C2     | Curtis White           | Cannondale-Cyclocrossworld.com     |
| 16   | Superprestige juniors #2, Zonhoven                           | CJ     | Thomas Pidcock         | VCUK Team                          |
| 16   | Superprestige espoirs #2, Zonhoven                           | CU     | Quinten Hermans        | Telenet-Fidea Lions                |
| 16   | Superprestige #2, Zonhoven                                   | C1     | Mathieu van der Poel   | Beobank-Corendon                   |
| 16   | Grand-Prix de la Commune de Contern, Contern                 | C2     | Michael Vanthourenhout | Marlux-Napoleon Games              |
| 16   | 55. Internationales Radquer Steinmaur, Steinmaur             | C1     | Marcel Wildhaber       | Scott-Swisspower MTB Racing        |
| 16   | Giro d'Italia Ciclocross #1, Montalto di Castro              | C2     | Annulé                 |                                    |
| 20   | Kermiscross, Ardooie                                         | C2     | Wout van Aert          | Crelan-Vastgoedservice             |
| 22   | Niels Albert CX, Boom                                        | C2     | Wout van Aert          | Crelan-Vastgoedservice             |
| 22   | DCCX #1, Washington                                          | C2     | Kerry Werner           | Rally-Racing                       |
| 22   | The North Coast Gran Prix of Cyclocross #1, Cleveland        | C2     | Andrew Dillman         | Midwest Development                |
| 22   | Stockholm Cyclo Cross, Stockholm                             | C2     | Fredrik Haraldseth     | Hard Rocx Abax Racing Team         |
| 23   | Coupe du monde de cyclo-cross juniors #1, Valkenburg         | CJ     | Yentl Bekaert          | Young Telenet-Fidea                |
| 23   | Coupe du monde de cyclo-cross espoirs #1, Valkenburg         | CU     | Gioele Bertolini       | NOB-Selle Italia                   |
| 23   | Coupe du monde de cyclo-cross #3, Valkenburg                 | CDM    | Mathieu van der Poel   | Beobank-Corendon                   |
| 23   | The North Coast Gran Prix of Cyclocross #2, Cleveland        | C2     | Andrew Dillman         | Midwest Development                |
| 23   | DCCX #2, Washington                                          | C2     | Kerry Werner           | Rally-Racing                       |
| 23   | National Trophy Series #2, Abergavenny                       | C2     | Ian Field              | Hargroves Cycles                   |
| 23   | Cyclo-cross de Balan Ardennes, Balan                         | C2     | Braam Merlier          | Steylaerts-Verona                  |
| 25   | Kiremko Nacht van Woerden, Woerden                           | C2     | Lars van der Haar      | Giant-Alpecin                      |
| 29   | Ziklo Kross Laudio, Laudio                                   | C2     | Ismael Esteban         | El Repecho Club CI                 |
| 29   | HPCX #1, Jamesburg                                           | C2     | Adam Craig             | Giant Bicycles                     |
| 29   | Championnats panaméricains de cyclo-cross juniors, Covington | CC     | Denzel Stephenson      | Boulder Junior Cycling             |
| 29   | Championnats panaméricains de cyclo-cross espoirs, Covington | CC     | Curtis White           | Cannondale-Cyclocrossworld.com     |
| 29   | Championnats panaméricains de cyclo-cross, Covington         | CC     | Stephen Hyde           | Cannondale-Cyclocrossworld.com     |
| 29   | Championnats d'Europe de cyclo-cross espoirs, Pontchâteau    | CU     | Quinten Hermans        | Telenet-Fidea Lions                |
| 30   | Championnats d'Europe de cyclo-cross juniors, Pontchâteau    | CJ     | Thomas Pidcock         | South East CT                      |
| 30   | Championnats d'Europe de cyclo-cross, Pontchâteau            | CC     | Toon Aerts             | Telenet-Fidea Lions                |
| 30   | HPCX #2, Jamesburg                                           | C2     | Adam Craig             | Giant Bicycles                     |
| 30   | Cincinnati-KingsCX, Mason                                    | C1     | Stephen Hyde           | Cannondale-Cyclocrossworld.com     |
| 30   | TOHOKU CX Project INAWASHIRO Round, Inawashiro               | C2     | Hikaru Kosaka          | Utsunomiya Blitzen Cyclocross Team |
| 30   | Trofeo Ayuntamiento de Muskiz, Muskiz                        | C2     | Vincent Baestaens      | Beobank-Corendon                   |

### Novembre
| Date | Course                                                                    | Classe | Vainqueur                 | Équipe                             |
| ---- | ------------------------------------------------------------------------- | ------ | ------------------------- | ---------------------------------- |
| 1    | Trophée des AP Assurances juniors #2, Audenarde                           | CJ     | Thomas Mein               | Derwentside CC                     |
| 1    | Trophée des AP Assurances espoirs #2, Audenarde                           | CU     | Eli Iserbyt               | Marlux-Napoleon Games              |
| 1    | Trophée des AP Assurances #2, Audenarde                                   | C1     | Wout van Aert             | Crelan-Vastgoedservice             |
| 1    | Gran Premio Mamma E Papa Guerciotti AM, Milan                             | C2     | Marcel Meisen             | Steylaerts-Verona                  |
| 5    | Toi Toi Cup #3, Hole Vrchy                                                | C2     | Tomas Paprstka            | Remerx Cycling Team Kolín          |
| 5    | SOUDAL Classics-Waaslandcross, Sint-Niklaas                               | C2     | Tom Meeusen               | Telenet-Fidea Lions                |
| 5    | Cross-Race GP Luzern, Pfaffnau                                            | C2     | Corné van Kessel          | Telenet-Fidea Lions                |
| 5    | The Derby City Cup #1, Louisville                                         | C1     | Stephen Hyde              | Cannondale-Cyclocrossworld.com     |
| 6    | The Derby City Cup #2, Louisville                                         | C2     | Stephen Hyde              | Cannondale-Cyclocrossworld.com     |
| 6    | EKZ CrossTour #3, Hittnau                                                 | C1     | Francis Mourey            | Fortuneo-Vital Concept             |
| 6    | Superprestige juniors #3, Ruddervoorde                                    | CJ     | Toon Vandebosch           | Iko Enertherm-Beobank              |
| 6    | Superprestige espoirs #3, Ruddervoorde                                    | CU     | Quinten Hermans           | Telenet-Fidea Lions                |
| 6    | Superprestige #3, Ruddervoorde                                            | C1     | Mathieu van der Poel      | Beobank-Corendon                   |
| 6    | Cyclo-cross de Karrantza, Karrantza                                       | C2     | Javier Ruiz de Larrinaga  | MMR Spiuk                          |
| 6    | Giro d'Italia Ciclocross #2, Portoferraio                                 | C2     | Annulé                    |                                    |
| 11   | SOUDAL Classics-Jaarmarktcross, Niel                                      | C2     | Toon Aerts                | Telenet-Fidea Lions                |
| 11   | Val d'Ille Intermarché Cyclo-cross Tour, La Mézière                       | C2     | Clément Venturini         | Cofidis                            |
| 12   | The Cycle-Smart Northampton International #1, Northampton                 | C2     | Curtis White              | Cannondale-Cyclocrossworld.com     |
| 12   | Cyntery Hurtland, a Tulsa Tough production, Tulsa                         | C2     | Skyler Mackey             | KCCX Elite Cyclocross Team         |
| 12   | Toi Toi Cup #4, Kolín                                                     | C2     | Jan Nesvadba              | Expres CZ-Merida Team Kolin        |
| 12   | De Grote Prijs van Brabant, Bois-le-Duc                                   | C1     | Mathieu van der Poel      | Beobank-Corendon                   |
| 13   | Coupe de France de cyclo-cross juniors #2, Bagnoles-de-l'Orne             | CJ     | Antoine Benoist           | VC Pays de Loudéac                 |
| 13   | Coupe de France de cyclo-cross espoirs #2, Bagnoles-de-l'Orne             | CU     | Clément Russo             | Probikeshop Saint-Étienne Loire    |
| 13   | Coupe de France de cyclo-cross #2, Bagnoles-de-l'Orne                     | C1     | Clément Venturini         | Cofidis                            |
| 13   | Superprestige juniors #4, Gavere                                          | CJ     | Toon Vandebosch           | Enertherm-Beobank                  |
| 13   | Superprestige espoirs #4, Gavere                                          | CU     | Eli Iserbyt               | Marlux-Napoleon Games              |
| 13   | Superprestige #4, Gavere                                                  | C1     | Mathieu van der Poel      | Beobank-Corendon                   |
| 13   | National Trophy Series #3, Houghton-le-Spring                             | C2     | Ian Field                 | Hargroves Cycles-Ridley            |
| 13   | Gran Premi Les Franqueses del Valles, Les Franqueses del Vallès           | C2     | Ismael Esteban            | Maestre Bikes                      |
| 13   | Flückiger Cross Madiswil, Madiswil                                        | C2     | Sascha Weber              | Focus                              |
| 13   | The Cycle-Smart Northampton International #2, Northampton                 | C2     | Curtis White              | Cannondale-Cyclocrossworld.com     |
| 13   | Giro d'Italia Ciclocross #3, Chieti                                       | C2     | Annulé                    |                                    |
| 17   | Toi Toi Cup #5, Slaný                                                     | C2     | David van der Poel        | Beobank-Corendon                   |
| 19   | SOUDAL Classics Hasselt, Hasselt                                          | C1     | Laurens Sweeck            | ERA-Murprotec                      |
| 19   | Supercross Cup UCI Weekend #1, Stony Point                                | C2     | Jack Kisseberth           | JAM/NCC                            |
| 19   | CXLA Weekend-Day 1, Los Angeles                                           | C2     | Tobin Ortenblad           | Santa Cruz Factory                 |
| 20   | Supercross Cup UCI Weekend #2, Stony Point                                | C2     | Curtis White              | Cannondale-Cyclocrossworld.com     |
| 20   | CXLA Weekend-Day 2, Los Angeles                                           | C2     | Tobin Ortenblad           | Santa Cruz Factory                 |
| 20   | KANSAI Cyclo Cross MAKINO Round, Takashima                                | C2     | Toki Sawada               | Bridgestone VTT                    |
| 20   | Coupe du monde de cyclo-cross juniors #2, Coxyde                          | CJ     | Annulé                    |                                    |
| 20   | Coupe du monde de cyclo-cross espoirs #2, Coxyde                          | CU     | Annulé                    |                                    |
| 20   | Coupe du monde de cyclo-cross #4, Coxyde                                  | CDM    | Annulé                    |                                    |
| 26   | Coupe du monde de cyclo-cross juniors #3, Zeven                           | CJ     | Jelle Camps               | Crelan-Vastgoedservice             |
| 26   | Coupe du monde de cyclo-cross espoirs #3, Zeven                           | CU     | Joris Nieuwenhuis         | Rabobank Development               |
| 26   | Coupe du monde de cyclo-cross #5, Zeven                                   | CDM    | Mathieu van der Poel      | Beobank-Corendon                   |
| 26   | Rapha Supercross Nobeyama -Day 1, Minamimaki                              | C2     | Hikaru Kosaka             | Utsunomiya Blitzen Cyclocross Team |
| 27   | Rapha Supercross Nobeyama -Day 2, Minamimaki                              | C2     | Garry Millburn            | Trek Sram Champion System          |
| 27   | International Cyclocross Selle SMP -8° Trof.Cop.ed.Brugherio82, Brugherio | C2     | Gioele Bertolini          | NOB-Selle Italia                   |
| 27   | National Trophy Series #4, Ipswich                                        | C2     | Yorben Van Tichelt        | Marlux-Napoleon Games              |
| 27   | Tage des Querfeldeinsports (Day of Cyclocross), Ternitz                   | C2     | Mariusz Gil               | Project Cross Racing               |
| 27   | Ciclocros Joan Soler, Manlleu                                             | C2     | Aitor Hernandez Gutierrez | Specialized-Ermua Impulso          |
| 27   | Trophée des AP Assurances juniors #3, Hamme                               | CJ     | Thomas Pidcock            | South East CT                      |
| 27   | Trophée des AP Assurances espoirs #3, Hamme                               | CU     | Quinten Hermans           | Telenet-Fidea Lions                |
| 27   | Trophée des AP Assurances #3, Hamme                                       | C1     | Mathieu van der Poel      | Beobank-Corendon                   |

### Décembre
| Date | Course                                                   | Classe | Vainqueur             | Équipe                          |
| ---- | -------------------------------------------------------- | ------ | --------------------- | ------------------------------- |
| 2    | Championnats du monde Masters 75+ ans, Mol               | CMM    | John Ginley           | Halifax                         |
| 2    | Championnats du monde Masters 70-74 ans, Mol             | CMM    | Victor Barnett        | Welland Valley CC               |
| 2    | Championnats du monde Masters 65-69 ans, Mol             | CMM    | David McMullen        | Cotswold Veldrijden             |
| 2    | Championnats du monde Masters 60-64 ans, Mol             | CMM    | Daniel Perret         | St Denis Cyclisme               |
| 2    | Championnats du monde Masters 55-59 ans, Mol             | CMM    | Jos Bogaerts          | Strijbeek                       |
| 3    | Championnats du monde Masters 50-54 ans, Mol             | CMM    | Dirk Mertens          | PMC Cycling Zolder              |
| 3    | Championnats du monde Masters 45-49 ans, Mol             | CMM    | Ian Taylor            | C&N Cycles                      |
| 3    | Championnats du monde Masters 40-44 ans, Mol             | CMM    | Arne Daelmans         | Vorselaar                       |
| 3    | Championnats du monde Masters 35-39 ans, Mol             | CMM    | Matthew Shriver       | Trek Cyclocross Collective      |
| 3    | Championnats du monde Masters 30-34 ans, Mol             | CMM    | Eddy Ijzendoorn       | Tiel                            |
| 3    | Ruts N Guts #1, Broken Arrow                             | C1     | Tobin Ortenblad       | Santa Cruz CX Team              |
| 3    | Superprestige juniors #5, Spa-Francorchamps              | CJ     | Toon Vandebosch       | Iko Enertherm-Beobank           |
| 3    | Superprestige espoirs #5, Spa-Francorchamps              | CU     | Quinten Hermans       | Telenet-Fidea Lions             |
| 3    | Superprestige #5, Spa-Francorchamps                      | C1     | Wout van Aert         | Vastgoedservice-Golden Palace   |
| 3    | Major Taylor Cross Cup #1, Indianapolis                  | C2     | Josh Johnson          | Team NeighborLink               |
| 3    | GGEW Grand Prix, Bensheim                                | C2     | Wietse Bosmans        | Beobank-Corendon                |
| 3    | NBX Gran Prix of Cross #1, Warwick                       | C2     | Curtis White          | Cannondale-Cyclocrossworld.com  |
| 3    | Toi Toi Cup #6, Jabkenice                                | C2     | Radomír Šimůnek       | ERA-Murprotec                   |
| 3    | Cyclocross International Nyon, Nyon                      | C2     | Lukas Flückiger       | BMC Mountain bike Racing        |
| 4    | Zilvermeercross, Mol                                     | C2     | Mathieu van der Poel  | Beobank-Corendon                |
| 4    | Trofeo San Andres de Ciclo-cross, Ametzaga de Zuia       | C2     | Ismael Esteban        | Maestre Bikes                   |
| 4    | Cyclocross International Sion-Valais, Sion               | C2     | Julien Taramarcaz     | ERA-Murprotec                   |
| 4    | NBX Gran Prix of Cross #2, Warwick                       | C2     | Curtis White          | Cannondale-Cyclocrossworld.com  |
| 4    | Major Taylor Cross Cup #2, Indianapolis                  | C2     | Spencer Petrov        | Cyclocross Alliance             |
| 4    | Ruts N Guts #2, Broken Arrow                             | C2     | Tobin Ortenblad       | Santa Cruz CX Team              |
| 4    | Giro d'Italia Ciclocross #4, Marsaglia                   | C2     | Annulée               |                                 |
| 8    | Ciclocross del Ponte, Trévise                            | C2     | Marcel Meisen         | Steylaerts-Verona               |
| 8    | Asteasuko Ziklo-krosa, Asteasu                           | C2     | Ismael Esteban        | Maestre Bikes                   |
| 10   | North Carolina Grand Prix-Race #1, Hendersonville        | C2     | Tristan Cowie         |                                 |
| 10   | Resolution 'Cross Cup #1, Dallas                         | C2     | James Driscoll        | Cannondale-Cyclocrossworld.com  |
| 10   | Basqueland Zkrosa, Elorrio                               | C2     | Ismael Esteban        | Maestre Bikes                   |
| 10   | Gran Premio Luzinis, Gorizia                             | C2     | Marco Aurelio Fontana |                                 |
| 10   | Trophée des AP Assurances juniors #4, Essen              | CJ     | Jelle Camps           | Crelan-Vastgoedservice          |
| 10   | Trophée des AP Assurances espoirs #4, Essen              | CU     | Eli Iserbyt           | Marlux-Napoleon Games           |
| 10   | Trophée des AP Assurances #4, Essen                      | C1     | Wout van Aert         | Vastgoedservice-Golden Palace   |
| 10   | Toi Toi Cup #7, Uničov                                   | C1     | Marcel Meisen         | Steylaerts-Verona               |
| 11   | Coupe de France de cyclo-cross juniors #3, Nommay        | CJ     | Nicolas Guillemin     |                                 |
| 11   | Coupe de France de cyclo-cross espoirs #3, Nommay        | CU     | Clément Russo         | Probikeshop Saint-Étienne Loire |
| 11   | Coupe de France de cyclo-cross #3, Nommay                | C1     | Clément Venturini     | Cofidis                         |
| 11   | Druivencross, Overijse                                   | C1     | Mathieu van der Poel  | Beobank-Corendon                |
| 11   | EKZ CrossTour #4, Eschenbach                             | C1     | Marcel Wildhaber      | Scott-Swisspower MTB Racing     |
| 11   | XL Ziklo Kross Igorre, Igorre                            | C2     | Stan Godrie           | Rabobank Development            |
| 11   | National Trophy Series #5, Shrewsbury                    | C2     | Ian Field             | Hargroves Cycles-Ridley         |
| 11   | North Carolina Grand Prix-Race #2, Hendersonville        | C2     | Travis Livermon       | Maxxis Shimano                  |
| 11   | Resolution 'Cross Cup #2, Dallas                         | C2     | Todd Wells            | SRAM/TLD/Scott                  |
| 17   | Highlander 'Cross Cup #1, Waco                           | C2     | Chris Drummond        | SPCX pb RK Black                |
| 17   | Trophée des AP Assurances juniors #5, Anvers             | CJ     | Arne Vrachten         | Telenet-Fidea Lions             |
| 17   | Trophée des AP Assurances espoirs #5, Anvers             | CU     | Quinten Hermans       | Telenet-Fidea Lions             |
| 17   | Trophée des AP Assurances #5, Anvers                     | C1     | Mathieu van der Poel  | Beobank-Corendon                |
| 18   | Coupe du monde de cyclo-cross juniors #4, Namur          | CJ     | Thomas Pidcock        | South East CT                   |
| 18   | Coupe du monde de cyclo-cross espoirs #4, Namur          | CU     | Joris Nieuwenhuis     | Rabobank Development            |
| 18   | Coupe du monde de cyclo-cross #6, Namur                  | CDM    | Mathieu van der Poel  | Beobank-Corendon                |
| 18   | Cyclo-Cross Internacional Ciudad de Valencia, Valence    | C2     | Annulé                |                                 |
| 18   | Highlander 'Cross Cup #2, Waco                           | C2     | Chris Drummond        | SPCX pb RK Black                |
| 23   | Superprestige juniors #6, Diegem                         | CJ     | Jelle Camps           | Crelan-Vastgoedservice          |
| 23   | Superprestige espoirs #6, Diegem                         | CU     | Quinten Hermans       | Telenet-Fidea Lions             |
| 23   | Superprestige #6, Diegem                                 | C1     | Mathieu van der Poel  | Beobank-Corendon                |
| 26   | Coupe du monde de cyclo-cross juniors #5, Heusden-Zolder | CJ     | Thymen Arensman       |                                 |
| 26   | Coupe du monde de cyclo-cross espoirs #5, Heusden-Zolder | CU     | Joris Nieuwenhuis     | Rabobank Development            |
| 26   | Coupe du monde de cyclo-cross #7, Heusden-Zolder         | CDM    | Wout van Aert         | Vastgoedservice-Golden Palace   |
| 26   | Internationales Radquer Dagmersellen, Dagmersellen       | C2     | Lars Forster          | BMC MTB Racing Team             |
| 29   | Trophée des AP Assurances juniors #6, Loenhout           | CJ     | Toon Vandebosch       | Iko Enertherm-Beobank           |
| 29   | Trophée des AP Assurances espoirs #6, Loenhout           | CU     | Eli Iserbyt           | Marlux-Napoleon Games           |
| 29   | Trophée des AP Assurances #6, Loenhout                   | C1     | Wout van Aert         | Vastgoedservice-Golden Palace   |
| 30   | Brico Cross Versluys Cyclocross, Bredene                 | C2     | Wout van Aert         | Vastgoedservice-Golden Palace   |
| 30   | Giro d'Italia Ciclocross #5, Rome                        | C2     | Annulé                |                                 |

### Janvier
| Date | Course                                                              | Classe | Vainqueur            | Équipe                        |
| ---- | ------------------------------------------------------------------- | ------ | -------------------- | ----------------------------- |
| 1    | Trophée des AP Assurances juniors #7, Baal                          | CJ     | Jelle Camps          | Crelan-Vastgoedservice        |
| 1    | Trophée des AP Assurances espoirs #7, Baal                          | CU     | Eli Iserbyt          | Marlux-Napoleon Games         |
| 1    | Trophée des AP Assurances #7, Baal                                  | C1     | Toon Aerts           | Telenet-Fidea Lions           |
| 1    | Grand-Prix Hotel Threeland, Pétange                                 | C2     | Marcel Meisen        | Steylaerts-Verona             |
| 1    | NovaCross, Knaresborough                                            | C2     | Ian Field            | Hargroves Cycles              |
| 1    | GP Zimmerberg, Wädenswil                                            | C2     | Annulé               |                               |
| 2    | EKZ CrossTour #5, Meilen                                            | C1     | Marcel Meisen        | Steylaerts-Verona             |
| 4    | Internationale Centrumcross van Surhuisterveen, Surhuisterveen      | C2     | Corné van Kessel     | Telenet-Fidea Lions           |
| 9    | Cyclocross Otegem, Otegem                                           | C2     | Mathieu van der Poel | Beobank-Corendon              |
| 15   | Coupe du monde de cyclo-cross juniors #6, Fiuggi                    | CJ     | Antoine Benoist      | VC Pays de Loudéac            |
| 15   | Coupe du monde de cyclo-cross espoirs #6, Fiuggi                    | CU     | Eli Iserbyt          | Marlux-Napoleon Games         |
| 15   | Coupe du monde de cyclo-cross #8, Fiuggi                            | CDM    | Wout van Aert        | Vastgoedservice-Golden Palace |
| 15   | Grand Prix Möbel Alvisse, Leudelange                                | C2     | Wietse Bosmans       | Beobank-Corendon              |
| 21   | Kasteelcross Zonnebeke, Zonnebeke                                   | C2     | Wietse Bosmans       | Beobank-Corendon              |
| 21   | International Cyclocross Rucphen, Rucphen                           | C2     | Lars van der Haar    | Giant-Alpecin                 |
| 22   | Coupe du monde de cyclo-cross juniors #7, Hoogerheide               | CJ     | Thomas Pidcock       |                               |
| 22   | Coupe du monde de cyclo-cross espoirs #7, Hoogerheide               | CU     | Joris Nieuwenhuis    | Rabobank Development          |
| 22   | Coupe du monde de cyclo-cross #9, Hoogerheide                       | CDM    | Lars van der Haar    | Giant-Alpecin                 |
| 22   | Gran Premio di Ciclocross Città di Vittorio Veneto, Vittorio Veneto | C2     | Cristian Cominelli   | Prd Sport Factory Team        |
| 28   | Championnats du monde de cyclo-cross juniors, Belvaux               | CM     | Thomas Pidcock       | South East CT                 |
| 29   | Championnats du monde de cyclo-cross espoirs, Belvaux               | CM     | Joris Nieuwenhuis    | Rabobank Development          |
| 29   | Championnats du monde de cyclo-cross, Belvaux                       | CM     | Wout van Aert        | Vastgoedservice-Golden Palace |

### Février
| Date | Course                                      | Classe | Vainqueur            | Équipe                        |
| ---- | ------------------------------------------- | ------ | -------------------- | ----------------------------- |
| 1    | Brico Cross Parkcross Maldegem, Maldegem    | C2     | Mathieu van der Poel | Beobank-Corendon              |
| 4    | Trophée des AP Assurances juniors #8, Lille | CJ     | Florian Vermeersch   | Lares-Doltcini                |
| 4    | Trophée des AP Assurances espoirs #8, Lille | CU     | Quinten Hermans      | Telenet-Fidea Lions           |
| 4    | Trophée des AP Assurances #8, Lille         | C1     | Mathieu van der Poel | Beobank-Corendon              |
| 5    | Superprestige juniors #7, Hoogstraten       | CJ     | Jelle Camps          | Crelan-Vastgoedservice        |
| 5    | Superprestige espoirs #7, Hoogstraten       | CU     | Joris Nieuwenhuis    | Rabobank Development          |
| 5    | Superprestige #7, Hoogstraten               | C1     | Mathieu van der Poel | Beobank-Corendon              |
| 11   | Superprestige juniors #8, Middelkerke       | CJ     | Jelle Camps          | Crelan-Vastgoedservice        |
| 11   | Superprestige espoirs #8, Middelkerke       | CU     | Joris Nieuwenhuis    | Rabobank Development          |
| 11   | Superprestige #8, Middelkerke               | C1     | Mathieu van der Poel | Beobank-Corendon              |
| 12   | Brico Cross Vestingcross, Hulst             | C2     | Mathieu van der Poel | Beobank-Corendon              |
| 18   | SOUDAL Classics - Leuven, Louvain           | C1     | Mathieu van der Poel | Beobank-Corendon              |
| 19   | Internationale Sluitingsprijs, Oostmalle    | C1     | Wout van Aert        | Vastgoedservice-Golden Palace |

## Championnats nationaux (CN)
Résultats
| Nation             | Date                              | Élites                | Moins de 23 ans           | Juniors               |
| ------------------ | --------------------------------- | --------------------- | ------------------------- | --------------------- |
| Allemagne          | 7-8 janvier 2017                  | Marcel Meisen         | Lukas Baum                | Niklas Märkl          |
| Australie          | 20 août 2016                      | Chris Jongewaard      | Tom Chapman               | Adam Blazevic         |
| Autriche           | 7-8 janvier 2017                  | Gregor Raggl          |                           | Tobias Bayer          |
| Belgique           | 7-8 janvier 2017                  | Wout van Aert         | Quinten Hermans           | Toon Vandebosch       |
| Canada             | 5 novembre 2016                   | Jeremy Martin         | Peter Disera              | Gunnar Holmgren       |
| Chili              | 25 septembre 2016                 | Rodrigo Salazar Perez | Marcelo Munoz             | Santiago Guglielmetti |
| Croatie            | 29 janvier 2017                   | Bojan Gunjević        | Matija Meštrić            | Josip Meštrić         |
| Danemark           | 8 janvier 2017                    | Simon Andreassen      | Andreas Lund Andresen     | Anders Lilliendal     |
| Espagne            | 7-8 janvier 2017                  | Ismael Esteban        | Felipe Orts               | Iván Feijoo           |
| Estonie            | 15 octobre 2016                   | Martin Loo            |                           | Antti-Jussi Juntunen  |
| États-Unis         | 7-8 janvier 2017                  | Stephen Hyde          | Lance Haidet              | Denzel Stephenson     |
| Finlande           | 7-8 janvier 2017                  | Sasu Halme            |                           |                       |
| France             | 7-8 janvier 2017                  | Clément Venturini     | Tony Périou               | Maxime Bonsergent     |
| Grande-Bretagne    | 7-8 janvier 2017                  | Ian Field             | Billy Harding             | Thomas Pidcock        |
| Hongrie            | 8 janvier 2017                    | Zsolt Búr             | Márton Dina               | Balázs Vas            |
| Irlande            | 8 janvier 2017                    | Roger Aiken           |                           | JB Murphy             |
| Islande            | 14 novembre 2016                  | Ingvar Ómarsson       | Heidar Snaer Rognvaldsson | Gustaf Darrasson      |
| Israël             | non disputé                       |                       |                           |                       |
| Italie             | 7-8 janvier 2017                  | Gioele Bertolini      | Jakob Dorigoni            | Filippo Fontana       |
| Japon              | 11 décembre 2016                  | Toki Sawada           | Kota Yokoyama             |                       |
| Luxembourg         | 7-8 janvier 2017                  | Scott Thiltges        | Luc Turchi                | Tristan Parrotta      |
| Norvège            | 13 novembre 2016                  | Erik Nordsæter Resell |                           | Søren Wærenskjold     |
| Pays-Bas           | 7-8 janvier 2017                  | Mathieu van der Poel  | Joris Nieuwenhuis         | Thymen Arensman       |
| Pologne            | 7-8 janvier 2017                  | Marek Konwa           |                           | Stanislaw Nowak       |
| Portugal           | 8 janvier 2017                    | Ricardo Marinheiro    | Bruno Silva               | Carlos Salgueiro      |
| République-tchèque | 10 décembre 2016 - 7 janvier 2017 | Michael Boroš         |                           | Šimon Vaníček         |
| Slovaquie          | 4 décembre 2016                   | Martin Haring         |                           | Jakub Varhaňovský     |
| Slovénie           | 26 novembre 2016                  | Vladimir Kerkez       |                           |                       |
| Suède              | 12-13 novembre 2016               | David Eriksson        | David Eriksson            | Samuel Lord           |
| Suisse             | 7-8 janvier 2017                  | Julien Taramarcaz     | Johan Jacobs              | Loris Rouiller        |

## Records de victoires

### Par coureur
| # | Coureur | Équipe | Vict | CDM | SP | TBB |
| - | ------- | ------ | ---- | --- | -- | --- |

### Par pays
Hors championnats nationaux
| # | Pays | Vict |
| - | ---- | ---- |

### Par équipes
Hors championnats nationaux
| # | Équipes | Vict |
| - | ------- | ---- |